# Incendio di Smirne
L'incendio di Smirne distrusse gran parte della città portuale nel 1922.

## Storia
Testimonianze del tempo riferirono che iniziò il 13 settembre 1922, quattro giorni dopo che le forze turche avevano ripreso il controllo della città, ponendo in pratica fine alla guerra greco-turca.
L'esercito rivoluzionario guidato da Nureddin Pascià, comandante delle forze turche nel distretto di Smirne, entrando in città, aveva come obiettivo lo sterminio delle popolazioni cristiane smirniote, e gli ordini contrari di Kemal Ataturk vennero ignorati sia dall'esercito rivoluzionario che dallo stesso Nureddin. Numerosi Armeni e Greci della città vennero pertanto massacrati dall'esercito turco. Il metropolita ortodosso Crisostomo di Smirne (al secolo Chrysostomos Kalafatis), che aveva rifiutato di fuggire con le truppe greche, venne linciato sulla pubblica piazza. Le orecchie, le mani e il naso gli furono tagliati mentre veniva sgozzato con un coltello.
L'incendio distrusse gli antichi quartieri greco e armeno, insieme a quello "franco" (il quartiere degli europei, italiani compresi) di Smirne. Le vittime tra i cristiani, morti tra le fiamme, massacrati o annegati buttandosi in mare, ammontano a 30.000. Dalla catastrofe riuscirono a fuggire 250.000 cristiani, sia smirnioti che altri greci arrivati in città da altre zone per fuggire dal fronte della guerra, insieme ad armeni ed altri. In seguito alla devastazione, le popolazioni cristiane abbandonarono la città e la maggior parte di esse si rifugiò in Grecia. L'incendio per le popolazioni greche dell'Asia Minore rappresenta il culmine degli eventi chiamati dagli storici Greci con il nome di Catastrofe dell'Asia Minore.

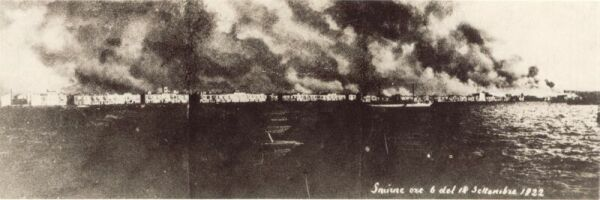
L'incendio di Smirne. "Smirne ore 6 del 13 settembre 1922".

Le ragioni dell'incendio sono controverse: numerose fonti additano l'esercito turco come responsabile, mentre altre vi vedono le conseguenze di fatti accidentali, e altre ancora lo attribuiscono ai greci, vista la tattica della Terra bruciata attuata dall'esercito greco in ritirata. Lo storico e giornalista britannico Arnold Joseph Toynbee dichiarò che, al momento in cui aveva visitato la regione, aveva visto villaggi greci rasi al suolo. Inoltre, Toynbee raccontò che le truppe turche avevano deliberatamente incendiato le abitazioni una a una. 

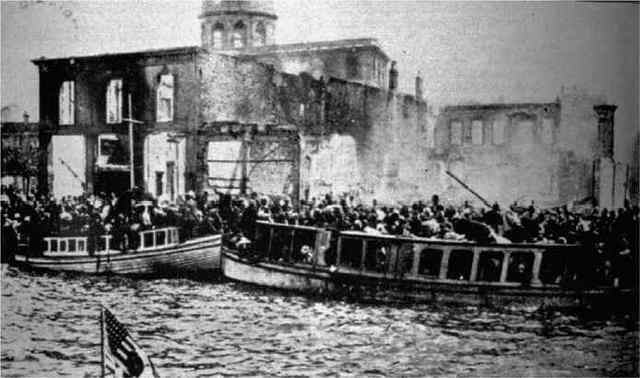
L'incendio di Smirne. Le popolazioni in fuga.

 Il fatto che solo i quartieri greci e armeni fossero andati in fiamme, mentre quelli turchi ne erano restati indenni, ha rafforzato l'ipotesi secondo cui i Turchi avessero incendiato la città.
Non mancano le tesi opposte, secondo le quali sarebbero stati i Greci vinti ad applicare la politica della "terra bruciata". Numerose costruzioni che furono distrutte dall'incendio erano in effetti depositi, che per i Turchi sarebbe stato importante mantenere.
La città, multietnica e cosmopolita, prima dell'incendio contava 370.000 abitanti di varie culture. La popolazione numericamente prevalente era quella greca con 165.000 unità, seguita da quella turca (80.000). Altre comunità consistenti erano quella ebraica (55.000 persone) e armena (40.000).